# Hasegawa Norishige
Hasegawa Norishige  (japanisch 長谷川 周重; geboren am 8. August 1907 in Kanazawa (Präfektur Ishikawa); gestorben am 3. Januar 1998) war ein japanischer Geschäftsmann.

## Leben und Wirken
Hasegawa Norishige war ein Schwiegersohn des Geschäftsmannes Ataka Yakichi (安宅弥吉; 1873–1949). Er studierte an der Universität Tokio und machte seinen Abschluss im Fach Jura. 1931 trat er in die Firma „Sumitomo gōshi“ (住友合資) ein, wechselte dann 1934 zu „Sumitomo Chemical Industry“ (住友化学工業, Sumitomo kagaku kōgyō). Er forcierte die Umstellung von der Kohlechemie auf die Petrochemie und baute später die Abteilung Aluminiumveredelung aus.
1965 wurde Hasegawa Firmenchef, 1977 Vorstandsvorsitzender der „Sumitomo Chemical Industry“. Er hatte in seiner Amtszeit das Unternehmen zu einem der führenden umfassenden Chemieunternehmen Japans aufgebaut. Er wirkte als stellvertretender Vorsitzender des Keidanren, als Vorsitzender des „Japan-US Economic Council“ (日米経済協議会, Nichibei keizai kyōgikai) und an anderen Stellen. Eine Kandidatur für den Vorsitz der Industrie- und Handelskammer Osaka scheiterte allerdings.